# Mateus Solano
Mateus Solano Schenker Carneiro da Cunha (Brasília, 20 de março de 1981) é um ator brasileiro de ascendência judaica asquenazi e portuguesa. Célebre por suas atuações nas variadas áreas do entretenimento, ele é ganhador de vários prêmios, incluindo dois Troféus Imprensa, um Prêmio APCA, um Prêmio Extra, dois Prêmios Qualidade Brasil, e um Prêmio Bibi Ferreira.
Após estudar Artes Cênicas na Universidade Federal do Estado do Rio de Janeiro, Mateus iniciou em 2003 sua carreira no teatro profissional com a peça O Homem que Era Sábado. No mesmo ano ele fez sua estreia na televisão atuando em um episódio do Linha Direta. Em seguida, fez participações em séries como Sob Nova Direção, Faça Sua História e Casos e Acasos. Mas, Mateus apenas tornou-se conhecido ao interpretar Ronaldo Bôscoli, na minisserie Maysa - Quando Fala o Coração (2009), pelo qual ele recebeu seu primeiro Prêmio Qualidade Brasil e sua primeira de três indicações ao Prêmio Extra de Televisão.
Ainda em 2009, ele realizou seu primeiro trabalho de destaque em telenovelas, como os gêmeos idênticos Jorge e Miguel em Viver a Vida. Por seu desempenho, ganhou ainda mais popularidade e foi aclamado pela crítica, recebendo os principais prêmios da televisão brasileira, incluindo o Troféu Imprensa e o Melhores do Ano, além de ter sido novamente indicado ao Prêmio Extra de Televisão. Depois desse trabalho, ele passou a ser escalado para várias produções, como Morde & Assopra (2011), As Brasileiras (2012) e Gabriela (2012).
Em 2013, Solano interpretou o personagem de maior destaque em sua carreira, o vilão Félix Khoury da novela Amor à Vida. No decorrer da trama, seu papel ganhou muita repercussão e popularidade e marcou a história da teledramaturgia com o primeiro beijo gay exibido em uma novela da TV Globo. Por sua performance, ele foi aclamado pela crítica e ganhou diversos prêmios, incluindo o Melhores do Ano, o Prêmio APCA, o Prêmio Extra e o Troféu Imprensa.
No cinema, ele atuou no premiado filme Linha de Passe (2008), exibido em Cannes. Protagonizou o filme Vida de Balconista (2009), pelo qual foi eleito Melhor Ator no Festival de Cinema de Maringá. Ele ainda estrelou os filmes Confia em Mim (2014), Em Nome da Lei (2016) e Talvez uma História de Amor (2018). Fez uma participação especial em Benzinho (2019) como o professor de handebol Paçoca.

## Biografia
Nascido em Brasília, em 20 de março de 1981, Mateus é filho do diplomata João Solano Carneiro da Cunha e da psicóloga Miriam Schenker. É membro do clã Carneiro da Cunha, uma das mais aristocráticas famílias pernambucanas, que deu origem a diplomatas como Olegário Mariano Carneiro da Cunha, e teve posse, dentre outras peças de valor, do único berço de ouro que pertenceu a uma família colonial brasileira, atualmente exposto no Museu do Estado de Pernambuco.
Foi alfabetizado em inglês. Residiu em Washington e Lisboa, capitais dos Estados Unidos e Portugal, respectivamente. Formado em Artes Cênicas na Universidade Federal do Estado do Rio de Janeiro, Solano fez o Tablado e um estágio em 2002 na prestigiada companhia francesa Théâtre du Soleil.

### Carreira na televisão
Iniciou sua trajetória em 2003 encarnando na pele de Stuart Angel Jones no programa Linha Direta, no episódio "O Caso Zuzu Angel". No ano seguinte, fez participação na série A Diarista, no episódio "Nete, a Feia". Em 2006, interpretou Pedro Paulo Capeletti em Sob Nova Direção, no episódio "Sexo, Mentiras e Internet" e deu vida a Júlio Soares na minissérie JK. Além disso, participou novamente em A Diarista, mas no episódio "Aquele da Copa", além de fazer uma rápida aparição na décima terceira temporada de Malhação como um apresentador do concurso de jovens talentos.
Em 2007, estreou em telenovelas vivendo os personagens André e Jaime em Paraíso Tropical e como Guima em Pé na Jaca. No mesmo ano, também atuou na série infantil Sítio do Picapau Amarelo e como Elzimar em Sob Nova Direção no episódio "Uma Babá Nada Perfeita". No ano seguinte, participou da série Faça Sua História nos episódios "A Vingadora Capixaba" e "A Estrela do Irajá". Além disso, foi protagonista no programa Mateus, o Balconista como Mateus Aguiar e fez participação em Casos e Acasos no episódio "O Trote, o Filho e o Fora". Concluiu o decênio em 2009 encarnando na pele de Ronaldo Bôscoli em Maysa: Quando Fala o Coração, o namorado da cantora; além de interpretar os gêmeos Miguel e Jorge na telenovela Viver a Vida.

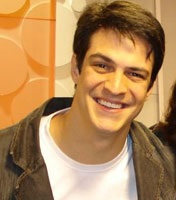
Solano (2011)

Na década de 2010, viveu Ícaro na telenovela Morde & Assopra e foi Frederico na série A Mulher Invisível. Em 2012, atuou como Heitor na série As Brasileiras no episódio "A Vidente de Diamantina", além de atuar como Mundinho Falcão em Gabriela. No ano seguinte, deu vida ao vilão Félix em Amor à Vida. Em 2015, atuou como Zé Bonitinho no humorístico Escolinha do Professor Raimundo.
Em 2016, participou como ele mesmo em Tá no Ar: a TV na TV protagonizando a "Família Solano" (paródia da série The Sopranos) e interpretou Rubião na telenovela Liberdade, Liberdade. No ano seguinte, viveu Eric Ribeiro em Pega Pega. Em 2019, fez participação especial como o evangélico Josiel Dourado em A Dona do Pedaço.

### Carreira no cinema
Estreou nas telonas em 2004 na curta-metragem O Primeiro Grito. Quatro anos mais tarde, interpretou Marcelo em Linha de Passe, além de viver um amante em Maridos, Amantes e Pisantes e como Sergio em Alice. Em 2009, deu vida a seu primeiro protagonista, no filme Vida de Balconista, atuando como ele mesmo, mas sendo um balconista.
Na década de 2010, viveu João Paulo em A Novela das 8. Em 2014, atuou na pele de Caio em Confia em Mim e Domingos em O Menino no Espelho. Dois anos mais tarde, interpretou o juiz federal Vitor no longa Em Nome da Lei. Em 2018, esteve no elenco do filme Talvez uma História de Amor como Virgílio, além de atuar como Paçoca em Benzinho. Concluiu esta década dublando o empresário Alaor em Tito e os Pássaros e participando do curta-metragem Cadeia Alimentar como um pescador.

### Carreira no teatro
Estreou em 2003 no espetáculo O Homem que era Sábado. Dois anos depois, esteve em Tudo é Permitido. Em 2006, esteve na peça Não Existem Níveis Seguros para Consumo destas Substâncias e, no ano seguinte, em O Perfeito Cozinheiro das Almas desse Mundo e Últimos Remorsos Antes do Esquecimento, este último, interpretando Paul. Em 2008, participou das obras 2 p/ viagem dando vida a dezesseis papéis; e em Lobo n.º 1 – A estepe, concluindo a década na pele de Horário em Hamlet.
Na década de 2010, esteve nas peças Do Tamanho do Mundo como Arnaldo; viveu Claudio em Selfie e encerrou o decênio interpretando vários personagens no espetáculo O Mistério de Irma Vap.

## Vida pessoal
Mateus Solano nasceu em Brasília, em 1981. Ainda muito pequeno, mudou-se com a família para os Estados Unidos, onde viveu até os três anos de idade. Em seguida, passou um período em Lisboa, Portugal, até os quatro anos e meio. Após a separação de seus pais, retornou ao Brasil e passou a viver com a mãe no Rio de Janeiro. É casado, desde 2008, com a atriz Paula Braun. Em 18 de outubro de 2010 nasceu a primeira filha do casal, Flora e em 1 de maio de 2015 nasceu o segundo filho do casal, Benjamin. Mateus é primo das também atrizes Juliana Carneiro da Cunha e Gabriela Carneiro da Cunha. 

## Filmografia

### Televisão
| Ano       | Título                          | Personagem / Cargo                               | Nota                                            | Ref.   |
| --------- | ------------------------------- | ------------------------------------------------ | ----------------------------------------------- | ------ |
| 2003      | Linha Direta                    | Stuart Angel Jones                               | Episódio: "O Caso Zuzu Angel"                   | [ 9 ]  |
| 2005      | A Diarista                      | Paulão                                           | Episódio: "Nete, a Feia"                        | [ 9 ]  |
| 2005      | Linha Direta                    | Freddie Perdigão Pereira                         | Episódio: "A Bomba do Riocentro"                | [ 9 ]  |
| 2006      | Sob Nova Direção                | Pedro Paulo Capeletti                            | Episódio: "Sexo, Mentiras e Internet"           | [ 9 ]  |
| 2006      | JK                              | Júlio Soares                                     |                                                 | [ 10 ] |
| 2006      | A Diarista                      | Bruno Borges                                     | Episódio: "Aquele da Copa"                      | [ 9 ]  |
| 2006      | Malhação                        | Carlos                                           | Episódio: "18 de agosto"                        | [ 11 ] |
| 2007      | Paraíso Tropical                | André Jaime                                      | Episódios: "29 de março–2 de abril"             | [ 12 ] |
| 2007      | Pé na Jaca                      | Ari                                              | Episódios: "26–28 de maio"                      | [ 13 ] |
| 2007      | Sítio do Picapau Amarelo        | Pop Man                                          | Episódio: "O Anjinho da Asa Quebrada"           | [ 9 ]  |
| 2007      | Sob Nova Direção                | Elzimar                                          | Episódio: "Uma Babá Nada Perfeita"              | [ 9 ]  |
| 2008–2010 | Mateus, o Balconista            | Mateus Aguiar                                    |                                                 | [ 14 ] |
| 2008      | Faça Sua História               | Toby Crane                                       | Episódio: "A Estrela do Irajá"                  | [ 9 ]  |
| 2008      | Faça Sua História               | Cléber Augusto                                   | Episódio: "A Vingadora Capixaba"                |        |
| 2008      | Casos e Acasos                  | Gilson                                           | Episódio: "O Trote, o Filho e o For"            | [ 9 ]  |
| 2009      | Maysa: Quando Fala o Coração    | Ronaldo Bôscoli                                  |                                                 | [ 15 ] |
| 2009–2010 | Viver a Vida                    | Miguel Guimarães Machado Jorge Guimarães Machado |                                                 | [ 16 ] |
| 2011      | Morde & Assopra                 | Ícaro Sampaio                                    |                                                 | [ 17 ] |
| 2011      | A Mulher Invisível              | Frederico Martins (Fred)                         | Episódio: "6 de dezembro"                       | [ 18 ] |
| 2012      | As Brasileiras                  | Heitor                                           | Episódio: "A Vidente de Diamantina"             | [ 19 ] |
| 2012      | Gabriela                        | Raimundo Falcão (Mundinho)                       |                                                 | [ 20 ] |
| 2013–2014 | Amor à Vida                     | Félix Rodriguez Khoury                           |                                                 | [ 21 ] |
| 2015–2020 | Escolinha do Professor Raimundo | Zé Bonitinho                                     |                                                 | [ 22 ] |
| 2015–2020 | Escolinha do Professor Raimundo | Félix Rodriguez Khoury                           | Temporada 6                                     |        |
| 2016      | Tá no Ar: a TV na TV            | Ele mesmo                                        | Episódio: "1 de março"                          | [ 23 ] |
| 2016      | Liberdade, Liberdade            | José Maria Loredano Rubião (Rubião)              |                                                 | [ 24 ] |
| 2017–2018 | Pega Pega                       | Eric Ribeiro                                     |                                                 | [ 25 ] |
| 2018      | Tá no Ar: a TV na TV            | Ele mesmo                                        | Episódio: "23 de janeiro"                       |        |
| 2019      | Tá no Ar: a TV na TV            | Ele mesmo                                        | Episódio: "12 de fevereiro"                     |        |
| 2019      | A Dona do Pedaço                | Josiel Dourado                                   | Episódio: "22 de novembro"                      | [ 26 ] |
| 2020      | Os Casais que Amamos            | Ele mesmo                                        | Episódio: "Félix & Nico"                        |        |
| 2021      | Detetives do Prédio Azul        | Bruxo Alejandro Urze                             |                                                 | [ 57 ] |
| 2021–2022 | Quanto Mais Vida, Melhor!       | Guilherme Monteiro Bragança                      |                                                 | [ 58 ] |
| 2023      | The Masked Singer Brasil        | Jurado                                           | Temporada 3                                     | [ 59 ] |
| 2023–2024 | Elas por Elas                   | Jonas Santos                                     |                                                 | [ 60 ] |
| 2024      | Encantado's                     | Dr. Edu                                          | Episódio: "Intendente X Broadway - Via Taquara" |        |
| 2025      | Tributo                         | Ele mesmo                                        | Episódio: "Walcyr Carrasco"                     |        |
| 2025      | Juntas e Separadas              |                                                  |                                                 | [ 61 ] |

### Cinema
| Ano  | Título                                  | Personagem                | Nota           | Ref.   |
| ---- | --------------------------------------- | ------------------------- | -------------- | ------ |
| 2004 | O Primeiro Grito                        |                           | Curta-metragem | [ 27 ] |
| 2008 | Linha de Passe                          | Marcelo                   |                | [ 28 ] |
| 2008 | Maridos, Amantes e Pisantes             | Amante                    | Curta-metragem | [ 29 ] |
| 2008 | Alice                                   | Sergio                    | Curta-metragem | [ 30 ] |
| 2009 | Vida de Balconista                      | Mateus                    |                | [ 31 ] |
| 2011 | A Novela das 8                          | João Paulo                |                | [ 32 ] |
| 2014 | Confia em Mim                           | Caio                      |                | [ 33 ] |
| 2014 | O Menino no Espelho                     | Domingos                  |                | [ 34 ] |
| 2016 | Em Nome da Lei                          | Vitor                     |                | [ 35 ] |
| 2018 | Talvez uma História de Amor             | Virgílio                  |                | [ 36 ] |
| 2018 | Benzinho                                | Paçoca                    |                | [ 37 ] |
| 2019 | B.O.                                    | Ele mesmo                 |                |        |
| 2019 | Tito e os Pássaros                      | Alaor Souza               | Dublagem       | [ 38 ] |
| 2019 | Cadeia Alimentar                        | Jorge                     | Curta-metragem | [ 39 ] |
| 2020 | Bob Esponja: O Incrível Resgate         | Rei Poseidon              | Dublagem       |        |
| 2020 | Os 8 Magníficos                         | Ele mesmo                 |                | [ 62 ] |
| 2024 | Turma da Mônica Jovem: Reflexos do Medo | Professor Licurgo (Louco) |                | [ 63 ] |

## Teatro
| Ano  | Título                                                     | Personagem         | Ref.   |
| ---- | ---------------------------------------------------------- | ------------------ | ------ |
| 2003 | O Homem que era Sábado                                     | —                  | [ 40 ] |
| 2004 | O Alfaiate do Rei                                          | Rei                | [ 40 ] |
| 2005 | Tudo é Permitido                                           | —                  | [ 41 ] |
| 2006 | Não Existem Níveis Seguros para Consumo destas Substâncias | —                  | [ 42 ] |
| 2007 | O Perfeito Cozinheiro das Almas desse Mundo                | —                  | [ 43 ] |
| 2007 | Últimos Remorsos Antes do Esquecimento                     | Paul               | [ 44 ] |
| 2008 | 2 p/ viagem                                                | 16 papéis          | [ 45 ] |
| 2008 | Lobo n º 1 – A estepe                                      | —                  | [ 46 ] |
| 2009 | Hamlet                                                     | Horácio            | [ 47 ] |
| 2013 | Do Tamanho do Mundo                                        | Arnaldo            | [ 48 ] |
| 2014 | Selfie                                                     | Claudio            | [ 49 ] |
| 2019 | O Mistério de Irma Vap                                     | Vários personagens | [ 50 ] |
| 2024 | O Figurante                                                | Augusto            | [ 66 ] |

## Prêmios e indicações
| Ano  | Associações                                    | Categoria                                      | Nomeações                    | Resultado |
| ---- | ---------------------------------------------- | ---------------------------------------------- | ---------------------------- | --------- |
| 2009 | Prêmio Extra de Televisão                      | Melhor Revelação                               | Maysa: Quando Fala o Coração | Indicado  |
| 2009 | Prêmio Arte Qualidade Brasil                   | Melhor Ator Coadjuvante de Série ou Minissérie | Maysa: Quando Fala o Coração | Venceu    |
| 2009 | Melhores do Ano                                | Melhor Ator Revelação                          | Viver a Vida                 | Venceu    |
| 2009 | Melhores do ano - site "MdeMulher" (Ed. Abril) | Melhor Ator                                    | Viver a Vida                 | Venceu    |
| 2009 | Prêmio Quem de Televisão                       | Melhor Ator                                    | Viver a Vida                 | Indicado  |
| 2009 | Prêmio Melhores da Revista da TV - O Globo     | Revelação do Ano                               | Viver a Vida                 | Indicado  |
| 2009 | Melhores do UOL e PopTevê                      | Melhor Ator Revelação                          | Viver a Vida                 | Indicado  |
| 2010 | Prêmio Extra de Televisão                      | Melhor Ator                                    | Viver a Vida                 | Indicado  |
| 2010 | Troféu Imprensa                                | Revelação do Ano                               | Viver a Vida                 | Venceu    |
| 2010 | Veja Rio - Os Cariocas do Ano                  | Ator                                           | Viver a Vida                 | Venceu    |
| 2010 | Meus Prêmios Nick                              | Ator Favorito                                  | Viver a Vida                 | Venceu    |
| 2010 | Meus Prêmios Nick                              | Casal do Ano (com Alinne Moraes)               | Viver a Vida                 | Indicado  |
| 2010 | Prêmio Tudo de Bom - O Dia                     | Melhor Ator                                    | Viver a Vida                 | Indicado  |
| 2010 | Prêmio Contigo! de TV                          | Melhor Ator de Novela                          | Viver a Vida                 | Venceu    |
| 2010 | Prêmio Contigo! de TV                          | Melhor Ator Revelação                          | Maysa: Quando Fala o Coração | Indicado  |
| 2010 | Festival de Cinema de Maringá                  | Melhor Ator                                    | Vida de Balconista           | Venceu    |
| 2012 | Melhores do UOL e PopTevê                      | Melhor Ator                                    | Gabriela                     | Indicado  |
| 2013 | Prêmio Extra de Televisão                      | Melhor Ator                                    | Amor à Vida                  | Venceu    |
| 2013 | Prêmio APCA                                    | Melhor Ator                                    | Amor à Vida                  | Venceu    |
| 2013 | Melhores do Ano                                | Melhor Ator                                    | Amor à Vida                  | Venceu    |
| 2013 | Prêmio Quem de Televisão                       | Melhor Ator                                    | Amor à Vida                  | Venceu    |
| 2013 | Meus Prêmios Nick                              | Ator Favorito                                  | Amor à Vida                  | Venceu    |
| 2013 | Troféu ISTOÉ - Brasileiros do Ano              | Televisão                                      | Amor à Vida                  | Venceu    |
| 2013 | Melhores do Ano NaTelinha                      | Melhor Ator                                    | Amor à Vida                  | Venceu    |
| 2013 | Melhores do UOL e PopTevê                      | Melhor Ator                                    | Amor à Vida                  | Venceu    |
| 2013 | Melhores do UOL e PopTevê                      | Melhor Vilão                                   | Amor à Vida                  | Venceu    |
| 2013 | Prêmio Men of the Year Brasil                  | Televisão                                      | Amor à Vida                  | Venceu    |
| 2014 | Prêmio Contigo! de TV                          | Melhor Ator de Novela                          | Amor à Vida                  | Venceu    |
| 2014 | Troféu Imprensa                                | Melhor Ator                                    | Amor à Vida                  | Venceu    |
| 2014 | Troféu Internet                                | Melhor Ator                                    | Amor à Vida                  | Venceu    |
| 2016 | Melhores do Ano                                | Melhor Ator de Novela                          | Liberdade, Liberdade         | Indicado  |
| 2016 | Troféu UOL TV e Famosos                        | Melhor Ator                                    | Liberdade, Liberdade         | Indicado  |
| 2016 | Prêmio Arte Qualidade Brasil                   | Melhor Ator - Comédia                          | Selfie                       | Venceu    |
| 2018 | Troféu Nelson Rodrigues                        | Melhor ator                                    | Selfie                       | Venceu    |
| 2019 | Prêmio Bibi Ferreira                           | Melhor Ator                                    | O Mistério de Irma Vap       | Venceu    |
| 2019 | Prêmio Aplauso Brasil de Teatro                | Melhor Ator                                    | O Mistério de Irma Vap       | Indicado  |
| 2022 | Troféu Internet                                | Melhor Ator de Novela                          | Quanto Mais Vida, Melhor!    | Indicado  |
| 2022 | Troféu AIB de Imprensa                         | Melhor Ator                                    | Quanto Mais Vida, Melhor!    | Venceu    |
| 2025 | Prêmio Prio do Humor - RJ                      | Melhor Performance                             | O Figurante                  | Indicado  |